# 西囎唹郡
西囎唹郡（日语：／ Nishisoo gun */?）是過去位于日本鹿兒島縣的一個郡，在1887年從囎唹郡分割而出；已於1897年4月1日併入姶良郡。
合併前的轄區包括：
- 福山村（現已併入霧島市）
- 國分村（現已併入霧島市）
- 東國分村（現已併入霧島市）
- 敷根村（現已併入霧島市）
- 清水村（現已併入 霧島市）
- 東襲山村（現已併入霧島市）
- 西國分村（現已併入 霧島市）